# 1928 في الأرجنتين
فيما يلي قوائم الأحداث التي وقعت خلال عام 1928 في الأرجنتين.

## سياسة

### تعيين في المنصب
- 12 أكتوبر – هيبوليتو يريغوين رئيس الأرجنتين.

### انتهاء فترة المنصب
- 12 أكتوبر – مارسيلو توركواتو دي الفير رئيس الأرجنتين.
- 12 أكتوبر – مارسيلو توركواتو دي الفير رئيس الأرجنتين.

## رياضة
- 1 يناير – دوري الدرجة الأولى الأرجنتيني 1928 الفائز هوراكان.

## مواليد

### يناير
- 1 يناير – أندريس ريفيرا كاتب أرجنتيني.
- 1 يناير – أولغا غوتيريز مغنية إكوادورية.
- 21 يناير – رينالدو بينيوني رئيس الأرجنتين الحادي والأربعين من سنة 1982 إلى سنة 1983.
- 28 يناير – خورخي زوريغويتا سياسي أرجنتيني.

### فبراير
- 5 فبراير – راؤول كونتي لاعب كرة قدم أرجنتيني.

### مارس
- 4 مارس – إدواردو غيريرو مُجدّف أرجنتيني.
- 18 مارس – أنتونيو باكينزا ملاكم أرجنتيني.

### أبريل
- 1 أبريل – إيدي بكوينيو موسيقي أرجنتيني.
- 15 أبريل – غاستون بيركنز
- 22 أبريل – أمريكو بونيتي ملاكم أرجنتيني.

### يونيو
- 14 يونيو – تشي جيفارا ثوري وزعيم حرب عصابات وكاتب وطبيب.
- 14 يونيو – خوسيه بونابرت إحاثي أرجنتيني.

### يوليو
- 24 يوليو – غريسيلدا غامبارو كاتبة أرجنتينية.

### أغسطس
- 10 أغسطس – إيرنيستو ألفاريز لاعب كرة قدم.
- 20 أغسطس – خوان غاراي سباح أرجنتيني.

### سبتمبر
- 1 سبتمبر – أوسكار كول لاعب كرة قدم أرجنتيني.
- 27 سبتمبر – ليليان كارل ممثلة أرجنتينية.

### أكتوبر
- 14 أكتوبر – هيكتور ريال مدرب، ولاعب كرة قدم أرجنتيني.
- 26 أكتوبر – فرنسيسكو سولانو لوبيز فنان أرجنتيني.

### نوفمبر
- 12 نوفمبر – بوبي برموديز

### ديسمبر
- 4 ديسمبر – هيبي دي بونافيني ناشطة أرجنتينية.
- 25 ديسمبر – مارتن ألاركون لاعب كرة قدم أرجنتيني.